# Alloa
Alloa (en gaélico escocés Alamhagh) es una villa de Escocia, centro administrativo del ayuntamiento de Clackmannanshire. Está situada a 10 kilómetros al este de Stirling, en la ribera norte del río Forth. Según el censo de 2001 su población era de 18 989 habitantes.